# Bombers and Eagles in '92
Il Bombers and Eagles in '92 è stato un breve tour tenutosi nella fine del 1992 in gran parte in Germania, da Motörhead e Saxon, in supporto ai loro album March ör Die e Forever Free.
Il gruppo di Lemmy, della data di Offenbach del 10 dicembre 1992, ha pubblicato anche un bootleg dal titolo Better Wear Armör!.

## Date
| Data       | Luogo              | Città             | Paese       |
| ---------- | ------------------ | ----------------- | ----------- |
| 02/12/1992 | Eberthalle         | Ludwigshafen      | Germania    |
| 03/12/1992 | Sporthalle         | Böblingen         | Germania    |
| 04/12/1992 | Oberschwabenhalle  | Ravensburg        | Germania    |
| 06/12/1992 | Freiheitshalle     | Hof               | Germania    |
| 07/12/1992 | Sedlmayerhalle     | Monaco di Baviera | Germania    |
| 09/12/1992 | Music Hall         | Hannover          | Germania    |
| 10/12/1992 | Stadthalle         | Offenbach am Main | Germania    |
| 11/12/1992 | Stadthalle         | Fürth             | Germania    |
| 12/12/1992 | Richthalle         | Fulda             | Germania    |
| 14/12/1992 | Eissporthalle      | Berlino           | Germania    |
| 15/12/1992 | Halle Münsterland  | Münster           | Germania    |
| 17/12/1992 |                    | Zurigo            | Svizzera    |
| 18/12/1992 | Sporthalle         | Völklingen        | Germania    |
| 19/12/1992 | Eissporthalle      | Halle             | Germania    |
| 20/12/1992 | Philippshalle      | Düsseldorf        | Germania    |
| 21/12/1992 | Sporthalle         | Amburgo           | Germania    |
| 23/12/1992 | Hammersmith Apollo | Londra            | Inghilterra |

## Scaletta tipica

### Motörhead
1. I'll Be Your Sister
2. Traitor
3. I'm So Bad (Baby I Don't Care)
4. Metropolis
5. Stay Clean
6. Hellraiser
7. Jus' Cos You Got the Power
8. Love Me Forever
9. Drum Solo
10. The One to Sing the Blues
11. You Better Run
12. Killed by Death
13. Going to Brazil
14. Overkill
15. Guitar Solos
16. Cat Scratch Fever (Ted Nugent cover)
17. Ace of Spades

## Formazione

### Motörhead
- Lemmy Kilmister - basso, voce
- Phil Campbell - chitarra
- Würzel - chitarra
- Mikkey Dee - batteria

### Saxon
- Biff Byford - voce
- Graham Oliver - chitarra
- Paul Quinn - chitarra
- Nibbs Carter - basso
- Nigel Glockler - batteria